# 红星区
红星区是中华人民共和国黑龙江省伊春市曾经存在的一个区，2019年7月并入新成立的丰林县。

## 行政区划
红星区下辖11个类似乡级单位：新青镇、红星镇、五营镇、五营林业局、红星林业局和新青林业局。
2016年前，红星区还辖有1个街道（红星街道），伊政函【2016】92号文件撤销红星街道办事处，下辖地区由红星区直辖。
2019年7月，伊春市行政区划调整，红星区与五营区、新青区合并为丰林县。